# Vòng loại Giải vô địch bóng đá nữ U-20 thế giới khu vực châu Phi 2010
Vòng loại Giải vô địch bóng đá nữ U-20 thế giới khu vực châu Phi 2010 diễn ra từ ngày 24 tháng 10 năm 2009 đến 27 tháng 3 năm 2010. Hai đội tuyển Nigeria và Ghana là hai đại diện cho khu vực châu Phi tham dự Giải vô địch bóng đá nữ U-20 thế giới 2010.

## Vòng sơ loại
| Đội 1          | TTS  | Đội 2                | Lượt đi | Lượt về |
| -------------- | ---- | -------------------- | ------- | ------- |
| Trung Phi      | w/o1 | São Tomé và Príncipe | —       | —       |
| Madagascar     | 2–7  | Réunion              | 1–4     | 1–3     |
| Uganda         | 3–1  | Rwanda               | 2–1     | 1–0     |
| Mozambique     | n/a2 | Kenya                | —       | —       |
| Togo           | n/a2 | Sierra Leone         | —       | —       |
| Botswana       | Miễn |                      |         |         |
| Cộng hòa Congo | Miễn |                      |         |         |
| CHDC Congo     | Miễn |                      |         |         |
| Ai Cập         | Miễn |                      |         |         |
| Ghana          | Miễn |                      |         |         |
| Namibia        | Miễn |                      |         |         |
| Nigeria        | Miễn |                      |         |         |
| Nam Phi        | Miễn |                      |         |         |
| Tunisia        | Miễn |                      |         |         |
| Zambia         | Miễn |                      |         |         |
| Zimbabwe       | Miễn |                      |         |         |

- 1 - São Tomé và Príncipe bỏ cuộc trước lượt đi. Cộng hòa Trung Phi lọt vào vòng sau.[2]
- 2 - Mozambique, Kenya, Togo, và Sierra Leone đều rút lui.[3]

## Vòng một
Diễn ra từ 4 tới 20 tháng 4 năm 2010.
| Đội 1               | TTS          | Đội 2      | Lượt đi | Lượt về |
| ------------------- | ------------ | ---------- | ------- | ------- |
| Trung Phi           | 1–3          | CHDC Congo | 0–2     | 1–1     |
| Botswana            | 3–3 ((3–4 p) | Namibia    | 1–2     | 2–1     |
| Tunisia             | w/o3         | Ai Cập     | —       | —       |
| Cộng hòa Congo      | w/o3         | Ghana      | —       | —       |
| Réunion             | 3–6          | Nam Phi    | 3–4     | 0–2     |
| Uganda              | w/o3         | Zambia     | —       | —       |
| Đội thắng trận 7–8  | w/o4         | Zimbabwe   | —       | —       |
| Đội thắng trận 9–10 | w/o4         | Nigeria    | —       | —       |

- 3 – Ai Cập, Congo và Uganda bỏ cuộc trước lượt đi. Tunisia, Ghana và Zambia đi tiếp.[4]
- 4 – Các trận đấu này không tổ chức do Mozambique, Kenya, Togo và Sierra Leone bỏ cuộc. Zimbabwe và Nigeria đi tiếp.[5]

## Vòng hai
| Đội 1      | TTS  | Đội 2   | Lượt đi | Lượt về |
| ---------- | ---- | ------- | ------- | ------- |
| CHDC Congo | 3–2  | Namibia | 2–2     | 1–0     |
| Tunisia    | 0–3  | Ghana   | 0–2     | 0–1     |
| Nam Phi    | 7–2  | Zambia  | 1–2     | 6–0     |
| Zimbabwe   | 1–10 | Nigeria | 1–4     | 0–6     |

## Vòng ba
Diễn ra từ 12 tháng 2 tới 27 tháng 3 năm 2010.
| Đội 1      | TTS  | Đội 2   | Lượt đi | Lượt về |
| ---------- | ---- | ------- | ------- | ------- |
| CHDC Congo | 0–5  | Ghana   | 0–2     | 0–3     |
| Nam Phi    | 3–12 | Nigeria | 3–5     | 0–7     |

## Các đội vượt qua vòng loại
| Đội     | Ngày vượt qua       | Số lần tham dự World Cup U-20 |
| ------- | ------------------- | ----------------------------- |
| Ghana   | 26 tháng 2 năm 2010 | 0                             |
| Nigeria | 27 tháng 3 năm 2010 | 4 (2002, 2004, 2006, 2008)    |